# Hainbronn
Hainbronn (oberfränkisch: Hammbrunn) ist ein Gemeindeteil der Stadt Pegnitz im  oberfränkischen Landkreis Bayreuth in Bayern.

## Lage
Das Dorf bildet mit Reisach im Osten eine geschlossene Siedlung. Diese liegt links der Pegnitz, der Stadt Pegnitz direkt gegenüber. Die Staatsstraße 2162 führt nach Pegnitz (1,5 km nordwestlich) bzw. nach Weidlwang (2 km südlich). Gemeindeverbindungsstraßen führen nach Lobensteig zur Kreisstraße BT 25 (1,8 km östlich) und nach Pegnitz ebenfalls zur BT 25 (1,9 km südöstlich).
Die Gemarkung Hainbronn hat eine Fläche von 17,242 km². Sie ist in 3801 Flurstücke aufgeteilt, die eine durchschnittliche Flurstücksfläche von 4536 m² haben. In ihr liegen neben dem namensgebenden Ort die Gemeindeteile Hammerbühl, Heroldsreuth, Horlach, Nemschenreuth, Neudorf, Stein, Weidelwangermühle, Weidmannshöhe und Willenberg.

## Geschichte
Im Jahr 1179 wurde die Ansiedlung zum ersten Mal urkundlich im Kloster Michelfeld erwähnt. Sie gehörte zu den 18 Forsthuben, von denen früher der Veldensteiner Forst verwaltet wurde. Der Name stammt vom damaligen Urkundenzeugen Otto de Hainbrunnen. Eines der ältesten erhaltenen Anwesen ist die Hainbronner Mühle. Es wird vermutet, dass sie 1618 zunächst als Kloster erbaut wurde, was noch aus dem Namen der anliegenden Straße, Zechthof (Zehnthof) erkennbar ist.
Mit dem Gemeindeedikt (frühes 19. Jahrhundert) wurde der Steuerdistrikt Hainbronn gebildet. Zugleich entstand die Ruralgemeinde Hainbronn, zu der Hammerbühl, Heroldsreuth, Horlach, Nemschenreuth, Neudorf, Stein, Weidelwangermühle, Weidmannshöhe und Willenberg gehörten. Sie unterstand in Verwaltung und Gerichtsbarkeit dem Landgericht Schnabelwaid.
1828 gab es in dem Dorf 38 Häuser mit insgesamt 216 Einwohnern und ein Schulhaus. 1876 wurde nach mehreren großen Bränden die Freiwillige Feuerwehr gegründet. 1974 bekam Hainbronn einen neuen Glockenturm, der Turm auf der Schmiede war für die Glocke zu schwach geworden und musste ersetzt werden.
Am 1. Mai 1978 wurde die Gemeinde Hainbronn im Zuge der Gebietsreform in Bayern nach Pegnitz eingegliedert.
Seit 1981 gibt es im Ort ein Gemeindehaus, das als Begegnungsstätte für die Einwohner dient. 1993 bestand das Dorf bereits aus 125 Häusern mit 490 Dorfbewohnern. Am 9. Mai 1998 wurde der Kinderspielplatz an der Brunnbachquelle eingeweiht.

## Kultur und Sehenswürdigkeiten

### Baudenkmäler
- Pegnitztalstraße 28: ehemalige Mühle
- zwei Viadukte

### Natur
- Karstwunder am Wasserberg
- Wachbergfelsen am südlichen Rand des Dorfes

### Regelmäßige Veranstaltungen
- Faschingsfeier im Gemeindehaus Hainbronn
- Hainbronner Dorffest
- Hainbronner Metalfestival
- Hainbronner Johannisfeuer

## Verkehr
Die Busse der Regionalbuslinie 8404 des OVF (Pegnitz–Mosenberg, der VGN-Linie 450) und der Linie 8405 (Pegnitz–Troschenreuth, VGN 385) fahren durch Hainbronn. Die nächstgelegene Autobahn ist die A 9, der nächste Bahnhof befindet sich in Pegnitz und hat Anschluss an den im Zwei-Stunden-Takt haltenden Regional-Express der Linien RE 30 Nürnberg–Bayreuth–Hof und RE 31 Nürnberg–Marktredwitz–Hof sowie RE 33 Nürnberg–Cheb.